# OGLE-TR-10 b
OGLE-TR-10 b是一個環繞著OGLE-TR-10的太陽系外行星 ，是一顆典型的熱木星。